# Нижняя Сагаревка
Нижняя Сагаревка (укр. Нижня Сагарівка) — село, Суховерховский сельский совет, Бурынский район, Сумская область, Украина.
Код КОАТУУ — 5920987004. Население по переписи 2001 года составляло 192 человека .

## Географическое положение
Село Нижняя Сагаревка находится на правом берегу реки Терн, выше по течению на расстоянии в 3 км расположено село Кубраково, ниже по течению на расстоянии в 1 км расположено село Острый Шпиль, на противоположном берегу — село Череповка. На расстоянии 1,5 км расположено село Суховерховка. По селу протекает пересыхающий ручей с запрудой. Река в этом месте извилистая, образует лиманы, старицы и заболоченные озёра.

## Экономика
- Молочно-товарная ферма.